# The Restless Gun
The Restless Gun è una serie televisiva statunitense in 77 episodi trasmessi per la prima volta nel corso di 2 stagioni dal 1957 al 1959.
È una serie del genere western originata dall'episodio The Restless Gun della serie televisiva antologica Schlitz Playhouse of Stars andato in onda il 29 marzo 1957 sulla CBS (a sua volta basato sulla serie radiofonica The Six Shooter con il personaggio principale dal nome Britt Ponset).

## Trama
Vint Bonner è un cowboy solitario che vaga per il vecchio West poco dopo il periodo della guerra civile americana. Bonner è un pistolero abile e una persona idealista che preferisce soluzioni pacifiche ai conflitti, ove possibile.

## Personaggi e interpreti

### Personaggi principali
- Vint Bonner (77 episodi, 1957-1959), interpretato da John Payne.

### Personaggi secondari
- Cittadino (6 episodi, 1957-1959), interpretato da Jack Tornek.
- Fred Burgermen (5 episodi, 1957-1958), interpretato da Dan Blocker.
- Marshal Powers (5 episodi, 1957-1959), interpretato da Stuart Randall.
- Ana (5 episodi, 1957-1959), interpretata da Jeanne Bates.
- Lex Springer (4 episodi, 1957-1959), interpretato da Claude Akins.
- Anse Newton (4 episodi, 1957-1958), interpretato da John Larch.
- Dottore (4 episodi, 1957-1959), interpretato da William Fawcett.
- Ben Webster (4 episodi, 1958-1959), interpretato da Lane Bradford.
- Amy Morgan (3 episodi, 1958-1959), interpretata da Ellen Corby.
- Andy Cavis (3 episodi, 1958-1959), interpretato da Don Grady.
- Adam Gray (3 episodi, 1958-1959), interpretato da Voorheis J. Ardoin.
- Aaron Dixon (3 episodi, 1958-1959), interpretato da John Dehner.
- Doc Kemmer (3 episodi, 1959), interpretato da Henry Hull.
- Bill Clayton (3 episodi, 1958-1959), interpretato da Gregg Palmer.
- Ben Cotterman (3 episodi, 1958-1959), interpretato da Morgan Woodward.
- Doc Martin (3 episodi, 1957-1959), interpretato da Tim Graham.
- Zia Minnie Rockwood (3 episodi, 1958-1959), interpretata da Edith Evanson.
- Marsh Lomer (3 episodi, 1958-1959), interpretato da Jeff Daley.
- Edward (3 episodi, 1958-1959), interpretato da Harry Hines.
- Jenny Garver (3 episodi, 1957-1958), interpretata da Veda Ann Borg.
- Mercyday (3 episodi, 1958), interpretata da Gloria Talbott.
- Doc Cross (3 episodi, 1957-1959), interpretato da Lloyd Corrigan.
- Padre Luke (3 episodi, 1958-1959), interpretato da John Litel.
- Enoch Wilson (3 episodi, 1957-1958), interpretato da Trevor Bardette.
- Clyde Hemper (3 episodi, 1957-1958), interpretato da Harry Fleer.
- Jim Belknap (3 episodi, 1958-1959), interpretato da Don C. Harvey.
- Todd Cotterman (3 episodi, 1957-1959), interpretato da John L. Cason.

## Produzione
La serie fu prodotta da David Dortort (produttore di Bonanza) per la Revue Studios e la Window Glen Productions. Fu girata nell'Iverson Ranch a Chatsworth e nei Republic Studios a North Hollywood, Los Angeles, in California. Le musiche furono composte da Frederick Herbert, Joseph E. Romero e Stanley Wilson. È basato sui personaggi e sulle storie di Frank Burt.

### Registi
Tra i registi sono accreditati:
- Edward Ludwig in 28 episodi (1957-1959)
- Jus Addiss in 8 episodi (1957-1959)
- Sam Strangis in 5 episodi (1959)
- Earl Bellamy in 2 episodi (1958)

### Sceneggiatori
Tra gli sceneggiatori sono accreditati:
- Frank Burt in 77 episodi (1957-1959)
- David Victor in 5 episodi (1957-1958)
- Marion Hargrove in 3 episodi (1957-1958)
- Herbert Little Jr. in 3 episodi (1957-1958)
- John Payne in 3 episodi (1957-1958)
- John Tucker Battle in 3 episodi (1958-1959)
- Ron Bishop in 3 episodi (1959)
- Herman Groves in 3 episodi (1959)
- David Dortort in 2 episodi (1957-1959)
- Arnold Belgard in 2 episodi (1958-1959)
- Joel Kane in 2 episodi (1958-1959)
- Halsey Melone in 2 episodi (1958-1959)
- Charles B. Smith in 2 episodi (1958-1959)
- Alvin Sapinsley in 2 episodi (1958)

## Distribuzione
La serie fu trasmessa negli Stati Uniti dal 23 settembre 1957 al 22 giugno 1959 sulla rete televisiva NBC.

## Episodi
| Stagione         | Episodi | Prima TV USA |
| ---------------- | ------- | ------------ |
| Prima stagione   | 39      | 1957-1958    |
| Seconda stagione | 38      | 1958-1959    |